# Diva Futura
Diva Futura er en italiensk stumfilm fra 2024 af Giulia Louise Steigerwalt.

## Medvirkende
- Pietro Castellitto som Riccardo Schicchi
- Tesa Litvan som Eva Henger
- Barbara Ronchi som Debora Attanasio
- Denise Capezza som Moana Pozzi
- Davide Iachini som Massimiliano Caroletti
- Marco Iermanò som Valentino